# Klement V.
Klement V., vlastním jménem Bertrand de Goth (někdy též Got, Gouth) (1264, asi Villandraut, Francie – 20. duben 1314, Avignon, Francie), byl francouzský duchovní a od 5. června 1305 až do své smrti 195. papež římskokatolické církve. Sídlil v Avignonu.

## Život
Bertrand de Got pocházel ze starého jihofrancouzského šlechtického rodu. Byl Gaskoněc a narodil se jako třetí dítě z devíti. Stal se mnichem v Grandmontského řádu. Další vzdělání získal ve vzdělávacím ústavu v Orléans a v Kolíně nad Rýnem vystudoval práva. Působil ve službách papeže Bonifáce VIII., který ho v roce 1295 jmenoval biskupem v Comminges a v roce 1299 arcibiskupem Bordeauxským.
Roku 1305 byl jmenován papežem. Až do roku 1309 se zdržoval střídavě v Bordeaux, Poitiers a Toulouse. Trpěl hypochondrií a neustále hledal místo prospívající jeho zdraví. V březnu roku 1309 ustanovil jako sídlo papeže Avignon.
Papež Klement V. zemřel 20. dubna 1314, patrně na rakovinu, a jeho ostatky byly uloženy v kostele Notre Dame v Uzeste.

### Církevní kariéra
Z pozice arcibiskupa vcelku šikovně balancoval ve vzrůstajícím konfliktu mezi papežem Bonifácem VIII. a francouzským králem Filipem IV. Sličným. Přes zákaz krále odjel na pozvání papeže do Říma, kde však v podstatě obhajoval zájmy francouzského krále. Stal se tak tedy postavou přijatelnou pro obě strany konfliktu.
Po smrti bl. Benedikta XI. v roce 1304 trvalo téměř jedenáct měsíců, než se kardinálové dohodli na osobě nového papeže. Počet profrancouzských kardinálů byl v konkláve téměř vyrovnán s počtem stoupenců Bonifácovy linie. Nakonec se prosadila vůle francouzského krále Filipa IV. Sličného a dne 5. června 1305 byl papežem zvolen Bernard de Got, který přijal jméno Klement V. Ustanovení do funkce proběhlo v listopadu 1305 v Lyonu. Tam byl přítomen i král Filip IV. Sličný. Ten zvolením Klementa V. získal na Petrově stolci servilního papeže. Klement V. byl sice inteligentní, ale nerozhodný, a byl pod stálým tlakem chladnokrevně kalkulujícího krále Filipa. Například hned v roce 1305 jmenoval nový papež devět francouzských kardinálů a Italové se tak ocitli v menšině.
V březnu 1309 se papež s kurií usídlil v jihofrancouzském Avignonu, čímž začalo více než sedmdesátileté období tzv. avignonského zajetí papežů, které ukončil až v roce 1377 papež Řehoř XI.
Za papeže Klementa V. a jeho následníků v Avignonu se z papežství stala v podstatě jihofrancouzská provinční instituce. Klement V. při obsazování vysokých míst v církvi upřednostňoval známé a příbuzné. Následkem této politiky bylo nadměrné rozšíření korupce a nepotismu. Jen mezi kardinály bylo pět přímých příbuzných Klementa V. Dalších sedm příbuzných jmenoval biskupy či arcibiskupy. Ve svém bezbřehém nepotismu se vyrovnal některým svým následovníkům jakými byli např. Sixtus IV. či Alexandr VI. Současníci nazývali kurii v Avignonu posměšně „Klementův jarmark“. Papež Klement V. potřeboval mnoho peněz. Šly zvěsti, že jeho metresa Brunissende de Foix Talleyrand de Périgord byla nákladnější než „celý svatý svět“.
V souladu s přáním krále Filipa odvolal Klement V. brzy po svém nástupu do úřadu bulu Unam Sanctam, vydanou papežem Bonifácem VIII. v roce 1302. V ní Bonifác VIII. nadřadil papežskou autoritu nad moc královskou. Francouzský král požadoval také zahájení procesu proti již mrtvému Bonifáci VIII. Papež souhlasil, nechal vyslechnout několik svědků a teprve v roce 1311 se mu podařilo proces zastavit. Ovšem výměnou za další ústupky Filipu IV., především za spolupráci s králem při potlačení templářského rytířského řádu.

## Rozpuštění templářského řádu
V srpnu roku 1307 ztroskotal papežův pokus spojit templářský řád s řádem johanitů. V pátek 13. října 1307 nechal král Filip IV. všechny templáře ve Francii zatknout. Důvodem bylo, že se francouzský král, který byl stále v peněžní nouzi, chtěl zmocnit obrovského majetku templářů. Paradoxně to byli vždy právě templáři, kteří zachraňovali francouzské království před bankrotem. V procesu s templáři nechal Filip IV. vznést státním inkvizitorem žalobu proti řádu kvůli herezi a blasfemii. Doznání četných obžalovaných členů řádu bylo vynuceno krutým mučením.
Klement V. vydal 22. listopadu 1307 bulu Pastoralis praeminentie, která byla určena všem panovníkům v Evropě, a ve které papež nařizoval ve všech zemích zatčení templářů a jejich předání do rukou církve. Ve Francii předtím zajatí templáři doufali, že před církví se spíše obhájí než před státními institucemi. Mnozí začali svá doznání odvolávat. Na to reagoval horlivý arcibiskup v Sens Filip z Marigny, který nechal 54 obránců řádu upálit.
Papež Klement V. se rozhodl předložil případ koncilu. Nechal svolat Viennský koncil, který se konal v letech 1311–1312. Na tomto koncilu bylo konstatováno, že templářům předhazovaná herese a blasfemie nebyla prokázána. Nehledě na mínění koncilu zrušil papež Klement V. řád templářů bulou Vox in excelso dne 22. března 1312. Jako důvod uvedl, že zrušení řádu je nutné už jen kvůli jeho momentálně špatné pověsti. Následně převedl papež majetek templářů bulou Ad providam řádu Johanitů. Větší část majetku, především finance a movitý majetek, byl však již v této době v rukou krále Filipa IV.
V roce 1312 byli velmistr řádu Jacques de Molay a další tři představení nejprve odsouzeni na doživotí. Z rozhodnutí Filipa IV. byl však Jacques de Molay s jedním dalším představeným dne 19. března 1314 upálen. Molay při své popravě proklel Filipa IV. a papeže Klementa V. a vyzval je oba na Boží soud, což se také zdánlivě vyplnilo. Klement V. zemřel za měsíc a Filip IV. za osm měsíců po velmistrově popravě.

## Politika
Po zavraždění římského krále Albrechta I. v roce 1308 se o získání německé koruny snažil bratr Filipa IV: Karel z Valois, což Klement V. zřejmě podporoval. Snaha Karla z Valois však ztroskotala a římským králem byl zvolen Jindřich VII. Zpočátku papež Jindřicha VII. jako římského krále uznával, nechal ho svým zástupcem 29. června 1312 v Římě korunovat. Když se ovšem Jindřich VII. stále usilovněji pokoušel obnovit říšskou moc a vystupoval proti papežovým spojencům, jako byl Robert I. Neapolský, italští guelfové či francouzský král Filip IV., došlo mezi papežem a římským králem k neřešitelnému konfliktu.
Klement V. založil univerzitu v Perugii, sestavil knihu dekretů Clementinae, kterou zveřejnil teprve Jan XXII. v říjnu 1317.
Papeže Klementa V. uvádí Dante ve svém díle Božská komedie. V části Peklo, v devatenáctém, zpěvu ho zmiňuje jako pastýře bez zákona.